# Шюнеман, Кристиан
Кристиан Шюнеман (нем. Christian Schünemann; род. в 1968, Бремен) — немецкий писатель.

## Биография
Кристиан Шюнеман родился в 1968 году в Бремене. После окончания средней школы изучал славистику в Берлине и Санкт-Петербурге. После учёбы работал в Москве, Боснии и Герцеговине. Работал консультантом по недвижимости, наблюдателем на выборах в Боснии, журналистом. Живёт в Берлине.
Его первая работа «Парихмахер» (англ. Der Frisör) была опубликована на русском языке в 2005 году 17-ю изданиями на четырех языках и стала его самой успешной работой на сегодняшний день (по состоянию на конец 2020 года). Другие его работы также были переведены на различные языки, включая французский и испанский.

## Награды
- 2001 — Премия Хельмута Штегмана